# Owen Hart
Pour les articles homonymes, voir Hart.
Owen James Hart, né le 7 mai 1965 à Calgary (Alberta, Canada) et mort le 23 mai 1999 à Kansas City (Missouri, États-Unis), est un catcheur (lutteur professionnel) canadien. Il est principalement connu pour son travail à la World Wrestling Federation (aujourd'hui WWE).
Formé par son père Stu Hart à la Stampede Wrestling, il se fait connaître à la New Japan Pro Wrestling où il devient en 1988 le premier non japonais à remporter le championnat poids-lourds junior International Wrestling Grand Prix. Il fait ensuite un bref passage à la World Wrestling Federation (WWF) entre 1988 et 1989 sous le nom de Blue Blazer avant de partir en tournée à travers le monde. Il revient à la WWF fin 1991 où il remporte le tournoi King of the Ring en 1994, le championnat du monde par équipe de la WWF à trois reprises avec Yokozuna puis The British Bulldog ainsi qu'avec Jeff Jarrett. Il est aussi double champion intercontinental et champion d'Europe de la WWF.
Le 23 mai 1999 au cours d'Over the Edge il entre sur le ring en descendant en rappel mais fait une chute mortelle.

## Jeunesse
Étant le plus jeune des enfants de la famille Hart, Owen se lance naturellement dans le catch comme ses frères sous la tutelle de son père, Stu Hart qui lui apprend les bases de la lutte. Dès 16 ans, il commence à lutter sous un masque dans des petits shows canadiens pour remplacer les lutteurs qui oubliaient de se présenter. Il fréquente l'Université de Calgary où il pratique la lutte dans l'espoir de participer aux Jeux olympiques mais en 1986 l'équipe de lutte ferme ses portes.

## Carrière

### Stampede WrestlingetNew Japan Pro Wrestling
Il commence alors à lutter dans la fédération familiale, la Stampede Wrestling. Il y fait équipe avec Ben Bassarab et ils deviennent champion par équipe le 9 août 1986 et le perdent le 3 octobre,. Juste après avoir perdu le titre, il tente alors sa chance tout seul et devient le 19 janvier 1987 champion poids-lourds d'Amérique du Nord, titre qu'il garde jusqu'au 30 janvier,. À l'âge de 18 ans, il part en tournée au Japon pour le compte de la New Japan Pro Wrestling, gagnant le championnat poids-lourds junior de cette fédération face à Hiroshi Hase et devenant ainsi le premier occidental à détenir le titre le 27 mai 1988, avant de le perdre le 24 juin face à Shiro Koshinaka,.

### World Wrestling Federation(1988-1989)
De retour au Canada, la World Wrestling Federation (WWF) décide de l'engager, et il débute alors sous le masque du Blue Angel pour éviter toute comparaison avec son frère Bret qui lui est aussi à la WWF. Il fait ses débuts à la télévision le 13 août 1988 où il remporte un match face à Barry Horowitz. Peu de temps après, il change son nom de ring pour celui de Blue Blazer et participe le 24 novembre à un match par équipe à élimination au cours des Survivor Series avec l'Ultimate Warrior, Brutus Beefcake, Sam Houston (en) et Jim Brunzell qu'ils remportent face au Honky Tonk Man, Bad News Brown, Greg Valentine, Danny Davis (en) et Ron Bass (en) où Blue Blazer est éliminé par Greg Valentine. Le 11 mars 1989 à Saturday Night's Main Event, il perd rapidement un match simple face à Ted DiBiase et le 2 avril à WrestleMania V il est une nouvelle fois vaincu, cette fois-ci par Mr Perfect,. Devant le manque d'intérêt de Vince McMahon pour son personnage, il quitte la WWF et part en tournée un peu partout dans le monde.

### Tournée au Japon et au Mexique puis passage à laWorld Championship Wrestling(1989-1991)
Quelques mois après son départ de la WWF, il retourne au Japon à la New Japan Pro Wrestling (NJPW). Il y retourne en 1990 et fait aussi un passage en Europe à la Catch Wrestling Association, une fédération autrichienne, ainsi qu'au Mexique à l'Universal Wrestling Association (UWA) où il porte le masque de Blue Blazer. Entre mars et avril 1991, il travaille aux États-Unis pour la World Championship Wrestling avant de retourner au Japon où il participe au tournoi Top Of The Super Junior II avant d'aller au Mexique à UWA où le 19 mai il perd un Mask vs. Mask match face à El Canek et arrête ensuite d'utiliser le nom de Blue Blazer,.

### Retour à laWorld Wrestling Federation(1991-1999)
Il revient à la World Wrestling Federation (WWF) fin 1991 et forme la New Fondation avec son beau-frère Jim Neidhart avec qui il remporte son premier match à son retour le 22 décembre face aux Executionners (Executioners#1 et Executioners#2).
Le 19 janvier 1992 au cours du Royal Rumble, ils battent Kato et Tanaka (en). Neidhart quitte la WWF peu de temps après. Le 5 avril à WrestleMania VIII il obtient une victoire expéditive face à Skinner (en). Le 2 mai, il commence à faire équipe avec Koko B. Ware et se font surnommer High Energy et remportent leur match face à Duane Gill et Tom Bennett. Le 7 novembre, ils obtiennent un match pour le championnat du monde par équipe de la WWF qu'ils perdent face à Money Inc. (Ted DiBiase et Irwin R. Schyster). Le 25 novembre aux Survivor Series, ils perdent face aux Headshrinkers (Fatu et Samu (en)).
Le 24 janvier 1993, il participe au Royal Rumble match dans le spectacle éponyme où il entre en 28e position avant d'être éliminé par Yokozuna. Le 1er février, High Energy remporte un match face à « Iron » Mike Sharpe et Von Krus (en). Il s'agit du dernier match de cette équipe, Hart devant observer une période de repos à partir du mois de mars à la suite d'une blessure au genou quelques semaines plus tard et Koko B. Ware quitte la fédération. Il revient sur les ring en mai et obtient le 13 juin en ouverture du King of the Ring un match pour le championnat du monde poids-lourds unifié de l'United States Wrestling Association (USWA) qu'il perd face à Papa Shango. Plus tard dans la soirée, Jerry Lawler (qui en plus d'être catcheur à la WWF est copropriétaire de l'USWA) vient provoquer Bret Hart après sa victoire en finale du tournoi en se déclarant « King ». Huit jours après cela, Owen remporte le titre de champion du monde poids-lourds unifié de l'USWA dans un match revanche et perd ce titre face à Lawler le 5 juillet,. Le 16 août, Bret et Owen l'emportent sur Lawler et Jeff Jarrett au cours d'un spectacle de l'USWA où les frères Hart sont les « méchants » alors qu'ils ont un rôle de « gentil » à la WWF. Ils font à nouveau équipe avec leurs deux autres frères Keith (en) et Bruce (en) accompagné par leur père Stu Hart au cours d'un match par équipe à élimination le 24 novembre aux Survivor Series face à Shawn Michaels et ses Knights ( Black Knight, Blue Knight et Red Knight) que les Hart remportent et au cours de la rencontre Owen élimine Black Knight et Blue Knight avant d'être éliminé par Michaels à la suite d'une projection dans les cordes où il percute Bret. Cela met en colère Owen qui blâme son frère ant de quitter le ring.

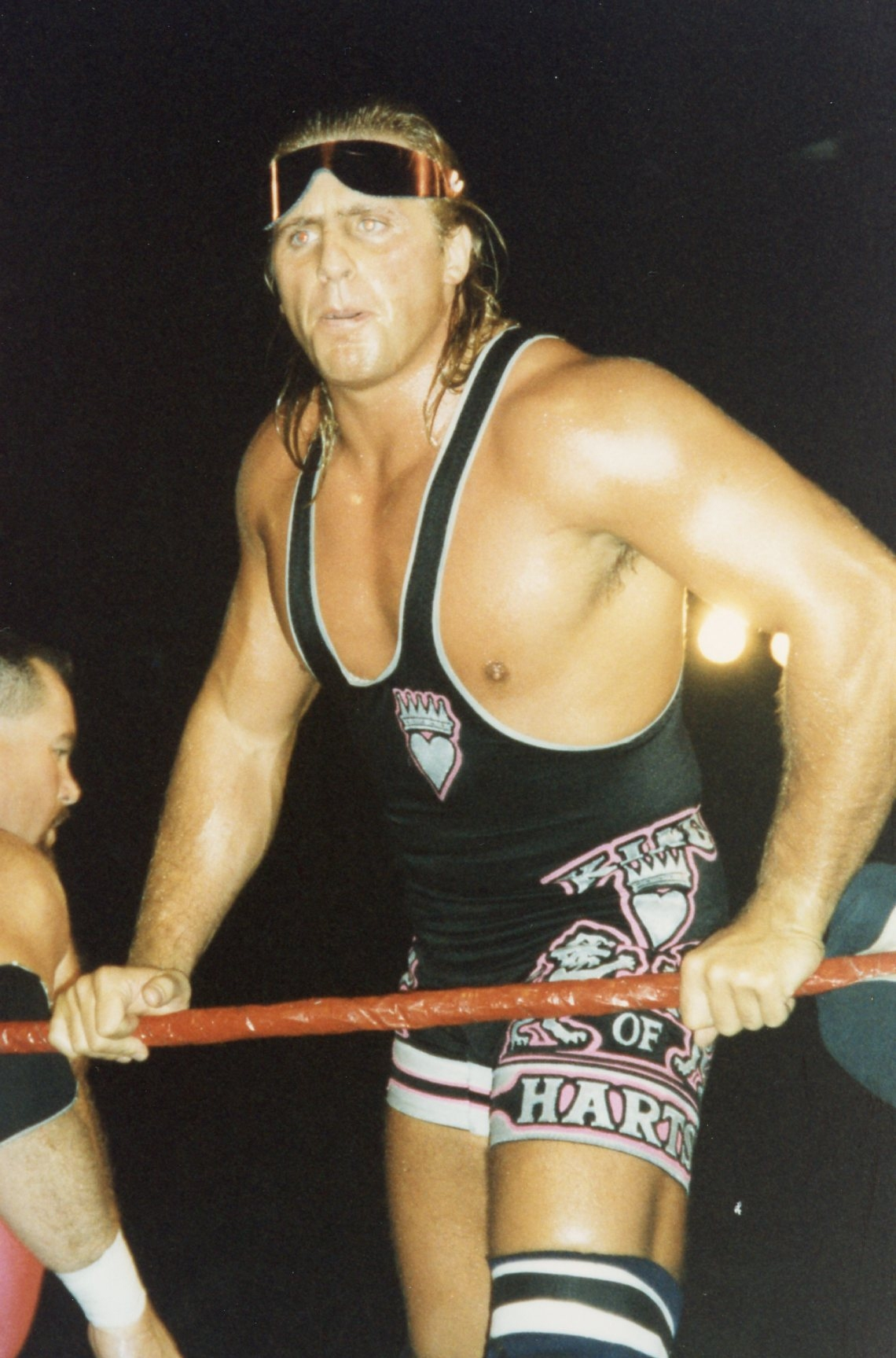
Owen Hart en 1994.

La tension entre les deux frères monte encore après leur défaite par arrêt de l'arbitre dans un match pour le championnat du monde par équipe de la WWF face aux Quebecers (Jacques et Pierre) le 22 janvier 1994 au Royal Rumble. En fin de match, Bret se blesse au genou ce qui cause la défaite par arrêt de l'arbitre de son équipe et après cela il attaque son frère. En fin de soirée, il participe au Royal Rumble match où Diesel l'élimine, ce match est remporté par Bret Hart et Lex Luger,. Les deux frères s'affrontent le 20 mars à WrestleMania X et Owen sort vainqueur de cette confrontation ; plus tard Bret remporte le championnat du monde poids-lourds de la WWF. Il participe au tournoi King of the Ring après s'être qualifié en battant Doink the Clown le 23 mai. Le 19 juin, il remporte le tournoi où il élimine successivement Tatanka. The 1-2-3 Kid ; en finale face à Razor Ramon Jim Neidhart attaque ce dernier permettant la victoire d'Owen qui se proclame King of Harts. Il devient alors challengeur pour le titre de champion poids-lourds détenu par son frère et ils s'affrontent le 29 août à SummerSlam dans un match en cage où Bret conserve son titre. Le 23 novembre aux Survivor Series, il fait équipe avec Diesel, Shawn Michaels, Jim Neidhart et Jeff Jarrett et ils affrontent Razor Ramon, The 1-2-3 Kid, British Bulldog, Fatu et Sionne dans un match par équipe à élimination. Le match se conclut par la victoire de l'équipe de Razor Ramon qui est le dernier représentant de son équipe par décompte à l'extérieur après que Michaels porte accidentellement son Sweet Chin Music sur Diesel et force ensuite tous les membres de son équipe à rentrer aux vestiaires. En fin d'année, le magazine Pro Wrestling Illustrated lui décerne plusieurs récompenses : celle de rivalité de l'année avec son frère, il est aussi désigné 2e catcheur le plus détesté et 4e à avoir le plus progressé.
Le 22 janvier 1995 au Royal Rumble, il participe au Royal Rumble match où il entre en 11e position avant d'être éliminé par le British Bulldog. Le 2 avril à WrestleMania XI, il fait équipe avec Yokozuna (qui est alors son équipier mystère) accompagné de Mr Fuji et Jim Cornette et remporte leur match pour le championnat du monde par équipe de la WWF face aux Smoking Gunns (Bart et Billy Gunn). Ils défendent leur titre avec succès quinze jours plus tard face à The 1-2-3 Kid et Bob Holly. Le 14 mai à in Your House, ils conservent à nouveau leur titre face aux Smoking Gunns. Ils affrontent ensuite le British Bulldog et Lex Luger le 23 juillet à in Your House 2 : The Lumberjacks et gardent encore une fois leur titre. Le 24 septembre au cours d'in Your House 3, Yokozuna fait équipe avec le British Bulldog face à Diesel et Shawn Michaels dans un match où les trois titres (champion poids-lourds de Diesel, titre intercontinental de Michaels et le championnat du monde par équipe) sont en jeu ; en fin de match Owen intervient et Diesel fait le tombé sur lui et le tandem Diesel-Michaels remporte tous les titres. Mais l'arbitre annule cette décision peu de temps après, Owen n'étant pas un des participants de ce match. Leur règne prend fin le lendemain après leur défaite face aux Smoking Gunns. Le 23 octobre, il devient challengeur pour le titre intercontinental après sa victoire dans une bataille royale avec l'aide du British Bulldog le 23 octobre mais la semaine suivante il perd par disqualification face à Razor Ramon à la suite de l'attaque de Yokozuna sur Ramon,. Le 19 novembre au cours des Survivor Series, lui et Yokozuna font équipe avec Razor Ramon et Dean Douglas et perdent face à Shawn Michaels, le British Bulldog, Sid et Ahmed Johnson, Johnson élimine Owen et en fin de match le British Bulldog (allié d'Owen et de Yokozuna) tente d'empêcher l'élimination de Yokozuna qui est le dernier membre de son équipe sans succès. Le lendemain, il remporte un match face à Shawn Michaels par arrêt de l'arbitre car ce dernier simule un malaise et Owen pense avoir forcé son adversaire à prendre sa retraite. Diesel, l'ancien équipier de Michaels le défie alors le 17 décembre à in Your House V – Season’s Beatings où Nash domine le match avant de se disqualifier en attaquant l'arbitre. En fin d'année, le magazine Pro Wrestling Illustrated désigne Owen Hart et Yokozuna comme étant la 3e équipe de l'année.

## Mort
Le 23 mai 1999 à Over the Edge, Owen Hart devait faire son entrée dans le ring au sommet de l’arène suspendu par une corde, mais il tomba. Plusieurs versions de ce drame furent exposées : Owen était parti trop tôt et on n'avait pas eu le temps d'accrocher la corde ou plus vraisemblablement c'est la corde qui cassa. Une fausse vidéo de la chute de Owen Hart fut mise sur le net montrant deux catcheurs qui jettent l'un sur une pyramide de tables (en fait, c'est un extrait d'un Scaffold match à la XPW entre New Jack et Vic Grimes). Aucune vidéo de la mort d'Owen Hart n'existe car lors de la diffusion à la TV américaine, la WWF lança une publicité au moment de la chute. Personne n'a donc vu cette chute mis à part les fans qui étaient présents et les dirigeants de la WWF haut placés.
Après sa chute, Owen a été rapidement conduit au Truman Medical Center à Kansas City où il fut déclaré mort dès son admission. Il est probablement mort peu après « sa chute fatale » (« the fall to his death ») alors qu'il était toujours sur le ring. Selon Mick Foley, il essaya de se relever avant de mourir. Les causes de sa mort proviennent d'une hémorragie interne à la suite de la rupture de l'aorte, causée par un traumatisme thoracique.
La série Dark Side of the Ring (en) revient sur la mort de Owen dans l'épisode 10 de la deuxième saison. 
Owen Hart laissera derrière lui sa femme Martha et ses deux enfants Oje et Athena.

## Palmarès
- World Wrestling Federation
  - 2 fois Champion Intercontinental
  - 1 fois Champion Européen
  - 4 fois Champion du Monde par équipes avec Yokozuna (2), British Bulldog (1), et Jeff Jarrett (1)
  - King of the Ring en 1994
- New Japan Pro Wrestling
  - 1 fois IWGP Junior Heavyweight Champion
- United States Wrestling Association
  - 1 fois USWA Unified World Heavyweight Champion
- Stampede Wrestling
  - 1 fois Stampede British Commonwealth Mid-Heavyweight Champion
  - 2 fois Stampede North American Heavyweight Champion
  - 1 fois Stampede International Tag Team Champion avec Ben Bassarab
- Wrestling Observer Newsletter
  - Best Flying Wrestler award en 1987
  - Best Flying Wrestler award en 1988
  - 5 Star Match : vs. Bret Hart (WWF SummerSlam 29 août 1994, 1994 : Steel Cage match)
  - Feud of the Year award en 1997 avec Bret Hart, Jim Neidhart, Davey Boy Smith et Brian Pillman vs. Steve Austin
- Pro Wrestling Illustrated
  - PWI Rookie of the Year en 1987
  - PWI Feud of the Year en 1994 vs. Bret Hart
  - PWI Editor's Award en 1999
  - Classé 66e sur les 500 meilleurs catcheurs en 1997
  - Classé 84e des 100 meilleures équipes avec Davey Boy Smith en 1996